# بيل سنايدر
بيل سنايدر (بالإنجليزية: Bill Snyder)‏ هو لاعب كرة قاعدة أمريكي، ولد في 28 يناير 1898 في مانسفيلد في الولايات المتحدة، وتوفي في 8 أكتوبر 1934 في فيكسبورغ في الولايات المتحدة.